# Gelora-Sriwijaya-Stadion
Das Gelora-Sriwijaya-Stadion (indonesisch Stadion Gelora Sriwijaya, auch Stadion Jakabaring genannt) ist ein Fußballstadion in der indonesischen Stadt Palembang, Provinz Sumatra Selatan. Es bietet Platz für 23.000 Zuschauer. Es wurde von 2001 bis 2004 für die Austragung der indonesischen Nationalspiele Pekan Olahraga Nasional XVI errichtet. Ursprünglich wurde die Anlage nach seinem Standort im gleichnamigen Außenbezirk Palembangs Jakabaring-Stadion genannt. Später erfolgte zu Ehren des vom 7. bis zum 13. Jahrhundert bestehenden Reichs Srivijaya die Umbenennung in Gelora-Sriwijaya-Stadion. Derzeit wird das Stadion hauptsächlich vom Fußballverein Sriwijaya FC für seine Heimspiele genutzt.

## Veranstaltungen
Im Gelora-Sriwijaya-Stadion wurden bzw. werden die folgenden Großveranstaltungen ausgetragen:
- Vom 2. bis 14. September 2004 die Eröffnungs-, die Abschlussfeier und das Fußballturnier der indonesischen Nationalspiele Pekan Olahraga Nasional XVI.[2]
- 2005 die ASEAN U-20-Fußballmeisterschaft.
- Im Juli 2007 zwei Spiele der Fußball-Asienmeisterschaft – das Gruppenspiel Saudi-Arabien gegen Bahrain in der Gruppe D sowie die Partie um Platz 3 zwischen Japan und Südkorea.
- Das Gruppenspiel bei der ASEAN-Fußballmeisterschaft 2010 zwischen Malaysia und Laos.
- Im November 2011 die 26. Südostasienspiele.

## Galerie

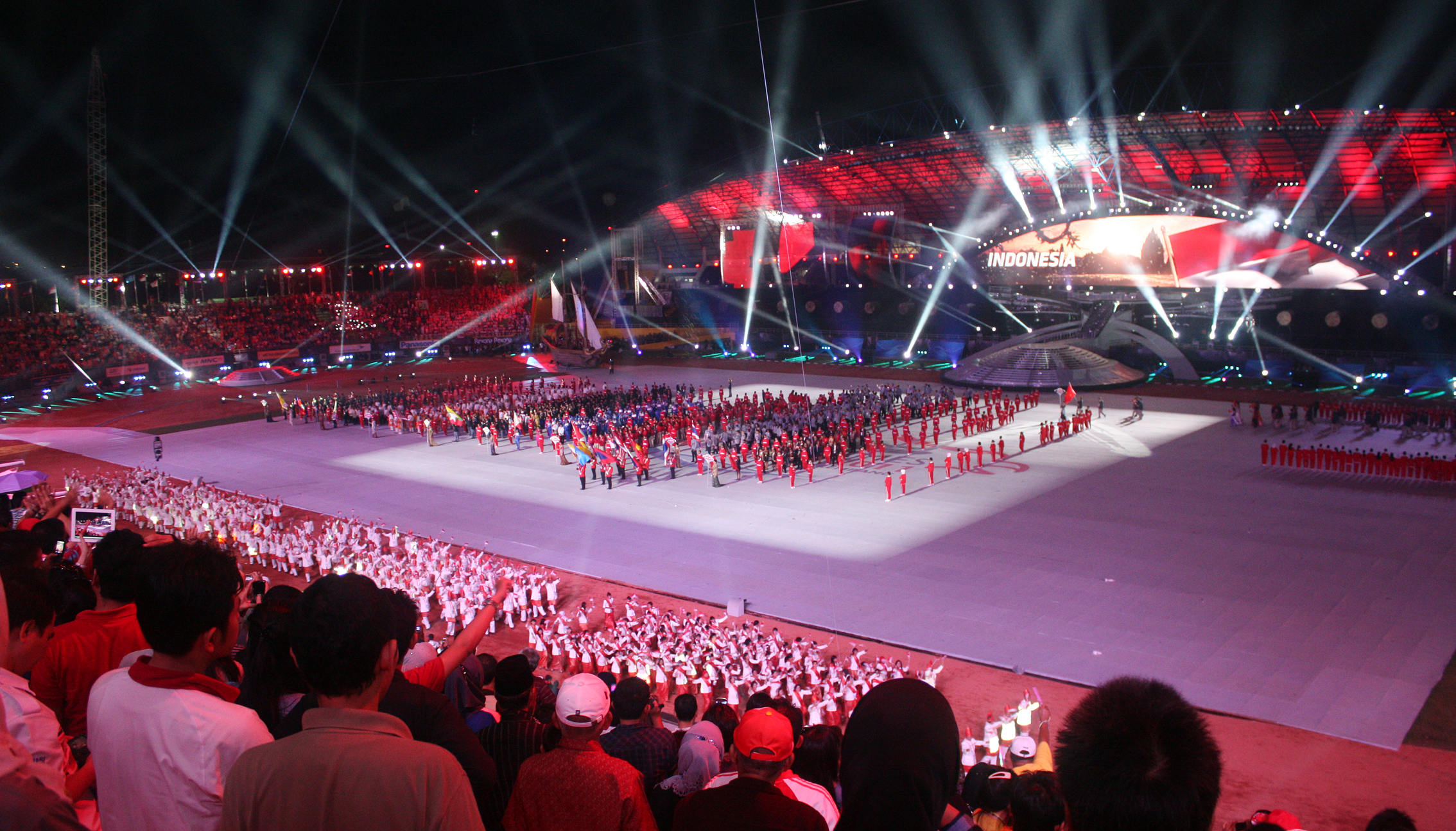
Eröffnung der Südostasienspiele 2011